# Herminia triplex
Herminia triplex là một loài bướm đêm trong họ Noctuidae.